# Strojnogłowik płowy
Strojnogłowik płowy (Arremon phaeopleurus) – gatunek małego ptaka z rodziny pasówek (Passerellidae). Opisany po raz pierwszy w 1856.  Początkowo uznawany był za podgatunek strojnogłowika obrożnego (Arremon torquatus), którego zasięg występowania rozciągał się od Kostaryki do północnej Argentyny. Gatunek ten podzielono jednak na osiem gatunków, z których strojnogłowik płowy ma jeden z najmniejszych zasięgów występowania – jest on endemitem gór północnej Wenezueli. Jest gatunkiem najmniejszej troski.

## Systematyka
Gatunek ten po raz pierwszy zgodnie z zasadami nazewnictwa binominalnego opisał Philip Lutley Sclater, nadając mu nazwę  Buarremon phaeopleurus. Opis ukazał się w 1856 roku w „Proceedings of the Zoological Society of London”; jako miejsce typowe autor wskazał Caracas w Wenezueli. Dawniej strojnogłowik płowy zaliczany był do rodzaju Atlapetes lub do nieuznawanego już Buarremon. Obecnie umieszczany jest w rodzaju Arremon.  Takson Arremon torquatus, za którego podgatunek strojnogłowik płowy był uznawany, podzielono na aż 8 gatunków – oprócz strojnogłowika płowego są to: strojnogłowik szarobrewy (A. assimilis), strojnogłowik szaropręgi (A. costaricensis), strojnogłowik kolumbijski (A. basilicus), strojnogłowik górski (A. perijanus), strojnogłowik obrożny (A. torquatus), strojnogłowik wyżynny (A. atricapillus) i strojnogłowik nadbrzeżny (A. phygas). Nie wyróżnia się podgatunków.

### Etymologia
- Arremon: gr. αρρημων arrhēmōn, αρρημονος arrhēmonos „cichy, bez mowy”, od negatywnego przedrostka α- a-; ῥημων rhēmōn, ῥημονος rhēmonos „mówca”, od ερω erō „będę mówić”, od λεγω legō „mówić”[11].
- phaeopleurus: gr. φαιος phaios – brązowy, ciemny, śniady, gr. πλευρα pleura – boczny, skrzydło, strona[12].

## Morfologia
Nieduży ptak ze średniej wielkości, dosyć długim dziobem w kolorze czarnym. Tęczówki kasztanowobrązowe. Nogi od matowocielistych do czarniawych. Brak dymorfizmu płciowego. Góra głowy i twarz czarne z trzema jasnoszarymi, średniej szerokości paskami – środkowym paskiem ciemieniowym oraz paskami nad łukami brwiowymi, rozciągającymi się od górnej części dzioba do tyłu szyi. Wokół szyi dosyć wąski pasek w formie obroży, w dolnej części czarny, w górnej szary. Gardło, podgardle i podbródek białe. Górna część ciała, skrzydła i ogon oliwkowozielone. Białawe upierzenie brzucha przechodzi w szarawe, a następnie w szaro-cynamonowe i oliwkowo-żółte na bokach. Długość ciała z ogonem: 19 cm.

## Zasięg występowania
Strojnogłowik płowy jest endemitem gór północnej Wenezueli – występuje w stanach Aragua i Miranda oraz w Dystrykcie Stołecznym. Jest gatunkiem osiadłym. Jego zasięg występowania według szacunków organizacji BirdLife International obejmuje 10,5 tys. km².

## Ekologia
Głównym habitatem strojnogłowika płowego jest runo leśne i podszyt wilgotnego lasu górskiego, zwłaszcza w pobliżu jego obrzeży; występuje na wysokościach od 700 do 1800 m n.p.m.
Brak informacji o diecie tego gatunku. Wiadomo tylko, że żeruje na ziemi, przeszukując dziobem ściółkę. Występuje zazwyczaj pojedynczo lub w parach. Długość pokolenia jest określana na 3,8 lat.

### Rozmnażanie
Niewiele wiadomo o rozmnażaniu tego gatunku. Sezon lęgowy trwa od maja do lipca.

## Status
W Czerwonej księdze gatunków zagrożonych IUCN strojnogłowik płowy jest określany jako gatunek najmniejszej troski (LC – Least Concern). Liczebność populacji nie jest określona, zaś jej trend jest uznawany za spadkowy ze względu na niszczenie siedlisk.